# Filarmonica de Stat Transilvania
Filarmonica de Stat Transilvania, cu sediul în Cluj-Napoca, este una din principalele filarmonici din România. Tradiția activității simfonice în Cluj datează de la începutul secolului al XIX-lea, fiind întreținută succesiv de asociații precum orchestra primului teatru orășenesc, orchestră înființată în 1792, Societatea de Muzică, Cercul de Muzică etc.

## Istoric
Actuala filarmonică a fost fondată în data de 1 septembrie 1955 sub denumirea de Filarmonica de Stat Cluj, ca o instituție artistică dedicată exclusiv concertelor. Avea 75 de muzicieni, aleși sub supravegherea maestrului Wilhelm Demian. Antonin Ciolan a fost numit dirijorul orchestrei, primul concert având loc pe data de 4 decembrie 1956.
În perioada interbelică au avut loc mai multe evenimente simfonice, susținute de orchestra Operei Române din Cluj, a Teatrului Maghiar și de către o orchestră a comunității evreiești din oraș. În 1947 a existat prima încercare de a fonda o instituție de concerte, Filarmonica Ardealul, care a supraviețuit însă doar două sezoane.
Sub bagheta maestrului Ciolan și datorită efortului tinerilor muzicieni de la Academia de Muzică din Cluj (pe atunci, Conservatorul de Muzică), Filarmonica a devenit curând una dintre principalele promotoare ale culturii în România. În 1966 a fost fondată și Orchestra de Cameră, sub supravegherea binecunoscutului dirijor Mircea Cristescu. În 1965, Filarmonica a organizat prima ediție a propriului său festival anual, Toamna Muzicală Clujeană. În 1972, sub conducerea lui Sigismund Toduță, a fost fondat corul filarmonicii, condus de maestrul Dorin Pop, iar apoi de Florentin Mihăescu și Cornel Groza.